# 异色黄穗棘豆
异色黄穗棘豆（学名：Oxytropis ochrantha f. diversicolor）为豆科棘豆属黄穗棘豆下的一个变型。